# عمارة الإمبراطورية الثانية في الولايات المتحدة وكندا

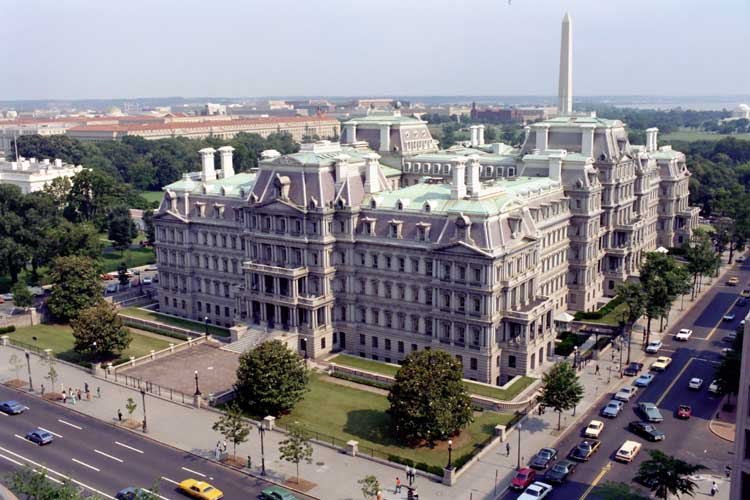
عمارة الإمبراطورية الثانية في الولايات المتحدة وكندا هي أسلوب معماري ذو شعبية كبيرة

عمارة الإمبراطورية الثانية في الولايات المتحدة وكندا، هي أسلوب معماري ذو شعبية كبيرة بين عامي 1865 و1900. تطورت عمارة الإمبراطورية الثانية منذ إعادة تطوير باريس في ظل إمبراطورية فرنسا الثانية تحت حكم نابليون الثالث وتطلعت إلى أسلاف النهضة الفرنسية. تميزت هذه العمارة بسقف مانسارد والزخارف الدقيقة والكتلة القوية، وقد استُخدمت بشكل ملحوظ في المباني العامة وكذلك في التصميم التجاري والسكني.

## المصطلح
كانت الطريقة النموذجية للإشارة إلى هذا الأسلوب من العمارة هي تسميته ببساطة «بالأسلوب الفرنسي» أو «الفرنسي الحديث»، إلا أن المؤلفين اللاحقين اخترعوا مصطلح «الإمبراطورية الثانية». في الوقت الحالي، يُعرف الأسلوب على نطاق واسع باسم باروك الإمبراطورية الثانية، أو إحياء الباروك الفرنسي، تُشير إليه ليلاند إم. روث باسم «باروك الإمبراطورية الثانية». تشمل مصطلحات موليت سميث كلُا من «الإمبراطورية الثانية أو أسلوب غرانت العام» بسبب شعبيته في تصاميم المباني الحكومية خلال فترة إدارة غرانت.

## الخصائص

### السمات الأساسية
يُعد سقف مانسارد السمة المركزية لأسلوب الإمبراطورية الثانية، وهو سقف منحدر ذو أربعة جوانب وقمة مسطحة صغيرة تتخللها نوافذ. نشأ هذا النوع من الأسقف في القرن السادس عشر، وقد طُور إلى شكله النهائي في القرن السابع عشر من قبل فرانسوا مانسارت، الذي سُمي تيمنًا به. من أهم سمات سقف المانسارد أنه يسمح بطابق إضافي كامل دون الحاجة إلى زيادة ارتفاع الواجهة الرئيسية، التي تقف عند السقف المعمد. يمكن لسقف المانسارد أن يقترح العديد من المقاطع الجانبية المختلفة مع وجود بعض الزوايا الحادة، في حين تكون الزوايا الأخرى حادة أو محدبة أو بشكل حرف S. تُركب أحيانًا أسقف المانسارت ذات المقاطع الجانبية المختلفة فوق بعضها البعض وخاصة في الأبراج. بالنسبة لمعظم مباني الإمبراطورية الثانية، فإن سقف المانسارد هو السمة الأسلوبية الأساسية والارتباط الأكثر شيوعًا الجذور الفرنسية الخاصة بالأسلوب.
هناك ميزة ثانوية تتجلى في استخدام السرداق، وهو عبارة عن جزء من الواجهة يختلف عن الأجزاء الأخرى المحيطة بارتفاعه أو بالسمات الأسلوبية أو بالسقف أو بالتصميم، وعادة ما يكون متقدمًا عن المستوي الرئيسي للواجهة. يقع السرداق عادة في نقاط واضحة ضمن المبنى مثل المركز أو في الأطراف ويسمح لرتابة السقف أن تُكسر من أجل التأثير الدراماتيكي. في حين لا تحتوي جميع مباني الإمبراطورية الثانية على السرداق، فإن هنالك عددًا كبيرًا منها، لا سيما تلك التي بناها العملاء الأثرياء وتلك التي تُستخدم كمبان عامة، تتميز به. يتضمن أسلوب الإمبراطورية الثانية في كثير من الأحيان ببرج مستطيل (أحيانًا مثمن) أيضًا. قد يكون البرج مساويًا لارتفاع الطابق الأعلى، أو قد يتجاوز ارتفاع بقية أجزاء المبنى بطابق أو اثنين.
الميزة الثالثة هي الكتلة. تميل مباني الإمبراطورية الثانية بسبب ارتفاعها إلى نقل شعور مزعج بالحجم. إضافة إلى ذلك، عادة ما تكون الواجهات مصمتة ومسطحة، بدلًا من احتوائها على الشرفات المفتوحة أو فتحات التهوية والأرصفة المنحنية. بُنيت المباني العامة التي شُيدت بأسلوب الإمبراطورية الثانية بشكل خاص على نطاق واسع، مثل قاعة مدينة فيلادلفيا ومبنى المكتب التنفيذي في أيزنهاور، إلى جانب أكبر المباني في تلك الأيام. قبل فترة بناء البنتاغون خلال الأربعينيات من القرن العشرين، عُينت المصحة العقلية في كولومبوس، أوهايو المشيدة بأسلوب الإمبراطورية الثانية كأكبر مبنى ذو سقف وحيد في الولايات المتحدة الأمريكية.